# Erich Koß
Erich Koß (* 5. März 1899 in Schwerin; † 24. Dezember 1982 in Frankfurt am Main) war Magdeburger Stadtbaurat und hat maßgeblich am Wiederaufbau der Stadt Magdeburg nach dem Zweiten Weltkrieg mitgewirkt.
Erich Koß war einer der Väter des Wiederaufbaus der im Zweiten Weltkrieg stark zerstörten Stadt Magdeburg. 

## Beruflicher Werdegang
Erich Koß besuchte eine Bürgerknabenschule, absolvierte eine dreijährige Maurerlehre mit Gesellenprüfungsabschluss und studierte anschließend an der Lübecker Baugewerbeschule, wo er 1922 seine Abschlussprüfung als Bautechniker mit Auszeichnung bestand.
1923 heiratete er Emma Warncke. Aus dieser Ehe gingen drei Kinder hervor, die älteste Tochter Ruth und die Zwillinge Fritz und Klaus.
Erich Koß’ berufliche Entwicklung führte ihn zu den Bauhütten, dem damaligen Verband sozialer Baubetriebe. Von 1923 bis 1932 war er als Bauleiter und Geschäftsführer in den Baubetrieben Oppeln, Grünberg, Görlitz und Hirschberg tätig. Von 1932 bis 1937 übernahm er die Leitung der Niederlassung Stettin in der französischen Hauptstadt Paris. Nach dem Verbot der Bauhüttenbewegung durch die Nationalsozialisten baute er sich von 1938 bis 1946 ein eigenes Baugeschäft in Dessau auf.

## Stadtbaurat in Magdeburg
1946 wurde er vom Oberbürgermeister der Stadt Magdeburg, Rudolf Eberhard, gebeten, den Wiederaufbau der zerstörten Stadt als Stadtbaurat zu leiten. Der Sozialdemokrat Koß folgte dem Ruf des ebenfalls der SPD angehörenden Eberhard und stürzte sich in sein riesiges Aufgabengebiet, das durch die am 16. Januar 1945 zerstörte Stadt Magdeburg vor ihm lag. 60 Prozent Magdeburgs waren vernichtet, darunter 40.667 Wohnungen, 1224 Ladengeschäfte, 1026 Handwerksbetriebe, eine Unmenge öffentlicher Gebäude, Straßen und Plätze etc. – außerdem waren 220.000 Menschen obdachlos.
Im Mai 1946 erläuterte Erich Koß auf einer Großkundgebung seinen Plan zum Wiederaufbau Magdeburgs, der drei Schwerpunkte aufwies:
1. Bildung einer Arbeitsgemeinschaft der kriegszerstörten Städte des Landes Sachsen-Anhalt;
2. Gründung der Neuaufbau Magdeburg GmbH;
3. Einführung der Aufbauarbeit in Magdeburg.

Die Bürger und meisten Kommunalpolitiker nahmen diese Vorschläge auf und versuchten durch ihre Unterstützung diese zu verwirklichen, indem sie beispielsweise über ihre Arbeit hinaus mehrere Stunden wöchentlich zusätzliche Aufbauarbeit leisteten.
Als 1947 die Deutsche Wirtschaftskommission gebildet wurde und Fritz Selbmann die Abteilung Wirtschaft und auch des Bauwesens übernahm, bot er Erich Koß eine leitende Stelle an. Auch Willi Stoph unterbreitete Koß ein Angebot, das vorsah, ihn als Leiter bei der Zusammenführung aller Berliner Baubetriebe zu einer Bau-Union einzusetzen. Beide Angebote lehnte Koß ab, da er erst seine verantwortungsvolle Aufgabe in Magdeburg zu Ende bringen wollte.

## Absetzung und Verhaftung
Doch die sich in dieser Zeit verändernden politischen Ereignisse in der SBZ sollten auch die Koß’ Laufbahn als Stadtbaurat beenden: Die 1948/49 begonnene stalinistische Ausrichtung der SED hinterließ deutliche Zeichen in der Stadtverwaltung. So wurde eine offene Kampagne gegen ehemalige Sozialdemokraten eingeleitet, um sie entweder auf die stalinistische Linie zu bringen oder sie bei Verweigerung zu entfernen. Koß verweigerte sich und legte am 30. Juni 1950 sein Mandat als Stadtbaurat nieder. Dies war eine logische Konsequenz, denn bereits im Vorfeld gab es mehrere Artikel in der Magdeburger Volksstimme, die gegen ihn abzielten. So konnte man am 25. April lesen: „Der Magdeburger Kreisvorstand beseitigte ernste Hindernisse [...] ebenfalls bei dem Genossen Koß wird sichtbar, dass er keinerlei politische Arbeit leistet und alle Dinge nur vom fachlichen Standpunkt sieht. [...] Es wird notwendig sein, an Stelle dieser Genossen starke und Partei ergebene Genossinnen und Genossen zu wählen.“ Am 28. Mai hieß es unter der Überschrift „Genosse Koß ignoriert seine Betriebsgruppe“: „Unter anderem wurde auch die opportunistische Einstellung des Genossen Stadtrat Koß kritisiert. [...] Das Verhalten des Genossen Koß zeigt, dass er die Beschlüsse unserer Partei nicht studiert.“
Am 2. Juli 1950 wurde Koß dann unter dem Vorwand einer Beratung bei Oberbürgermeister Eberhard aus dem Haus gelockt und verhaftet. Dies erfolgte ohne Haftbefehl auf direkte Anweisung des Generalsekretärs der SED, Walter Ulbricht, der seinerzeit in Halle die „Liquidation des Sozialdemokratismus“ anwies. Oberbürgermeister Eberhard widerfuhr das gleiche Schicksal.

## Gerichtsverfahren und Verurteilung
Am 17. und 18. Januar 1952 wurde durch die II. Strafkammer des Landgerichtes in Magdeburg unter Vorsitz der Roten Hilde der Prozess durchgeführt. Während der gesamten Untersuchungshaft bis zum Prozess, also etwa anderthalb Jahre, wurde Erich Koß nur zweimal vernommen, wobei man ihm jeglichen Rechtsbeistand verwehrte.
Die Gerichtsverhandlung war nicht öffentlich, da ein Großteil der Bevölkerung wohl nicht von der Rechtmäßigkeit dieses Verfahrens zu überzeugen war. Darum saßen nur ausgewählte SED-Mitglieder im Gerichtssaal, die der Verhandlung gegen Rudolf Eberhard (ehemaliger Oberbürgermeister), Georg Dietrich (sich auf der Flucht befindende ehemalige Stadtrechtsrat) und Erich Koß (ehemaliger Stadtbaurat) verfolgten.
Die Anklage, von Generalstaatsanwalt Ernst Melsheimer (1897–1960) erstellt und durch den Berliner Staatsanwalt Rodewald vertreten, warf den drei Angeklagten vor, in den Jahren 1946 bis 1950 fortgesetzt und vorsätzlich handelnd, wirtschaftliche Maßnahmen der deutschen Selbstverwaltungsorgane durchkreuzt zu haben, wodurch dem wirtschaftlichen Aufbau Deutschlands, insbesondere der Stadt Magdeburg, schwerster Schaden zugefügt wurde. Die Anklageschrift endete mit dem Absatz: „Die Angeschuldigten sind für die geschilderten Verbrechen gemeinsam verantwortlich. Die Taten der Angeschuldigten zeigen, dass es ihnen darauf ankam, die Maßnahmen der deutschen Selbstverwaltungsorgane, die zum Schutze unseres Wiederaufbaus getroffen waren und zur Erleichterung des Loses der werktätigen Menschen dienten, zu sabotieren. Die volle Härte des Gesetzes muss die Angeklagten treffen.“
Erich Koß wurde daraufhin zu fünf Jahren Zuchthaus mit Vermögenseinzug verurteilt. Eine beantragte Revision des Urteils wurde ohne Angabe von Gründen abgelehnt. Die gesamte Haftzeit verbrachte Erich Koß in der Haftanstalt Magdeburg in der Halberstädter Straße. Über diese Zeit hat er persönlich niemals gesprochen, da sie so grausam war, dass durch diesbezügliche Berichte seine seelischen Wunden erneut aufgebrochen wären. Bekannt ist nur, dass er seine Haftzeit teilweise in Einzelzellen oder in Gemeinschaftszellen verbrachte, in denen man bewusst verurteilte Schwerstverbrecher oder Mörder die Leitung übernehmen ließ. Ende Mai 1955 wurde Erich Koß aus der Haft entlassen und es kostete ihn einige Zeit, seinen komplizierten Gesundheitszustand wieder ins Gleichgewicht zu bringen. Seelisch war er ein gebrochener Mann, der zwar seinen Glauben an eine sozialistische Zukunft, aber niemals seinen Mut und seine Moral verloren hatte.

## Übersiedlung in die Bundesrepublik Deutschland
Am 3. November 1955 verließ er mit seiner Frau die DDR und siedelte in die Bundesrepublik Deutschland über, wo ihn sein Weg über Hamburg nach Dortmund und Frankfurt am Main führte. Dort widmete er seine Arbeitskraft dem Wiederaufbau der Bauhüttenbewegung. 
Am 7. Februar 1956 erklärte das Hanseatische Oberlandesgericht in Hamburg die in der DDR ausgesprochene Strafe für unzulässig. Solch ein rechtsstaatliches Urteil wäre in der DDR niemals möglich gewesen, darum musste erst die durch die Wende herbeigeführte Abschaffung dieses diktatorischen Staates ihm sein Recht elf Jahre nach seinem Tod einräumen. 1993 erklärt das Landgericht Magdeburg das Urteil für rechtswidrig und aufgehoben.
Mit der Gründung der Deutschen Bauhütten GmbH 1957 wurde er Geschäftsführer dieser Gesellschaft. Dieses Amt übte er bis zu seiner Pensionierung im Jahre 1964 aus.
Für seine verdienstvolle Arbeit wurde ihm 1964 das Große Verdienstkreuz des Verdienstordens der Bundesrepublik Deutschland verliehen. In diesem Jahr wurde auch einer seiner Enkel, Thoralf Koß, geboren, der 1989 von der DDR-Staatssicherheit (Stasi) als „PID“ (politisch-ideologischer Diversant), also Saboteur, eingestuft wurde (Dies geht aus den noch erhaltenen 270 Seiten seiner Stasi-Akte, die unter dem Namen „Der Verbesserer“ angelegt wurde, hervor.) und als eine der Begründungen dafür die Vergangenheit seines Großvaters Erich Koß angeführt wurde.
Erich Koß verstarb am Heiligen Abend des Jahres 1982 in Frankfurt.